# José Eliezer Mikosz
José Eliezer Mikosz (ur. 3 lipca 1956 w Kurytybie) – brazylijski artysta malarz, badacz sztuki i instruktor sztuki.
Studiował w Szkole Sztuk Pięknych stanu Paraná (EMBAP) w Florianópolis, a następnie kontynuował naukę w Federalnym Uniwersytecie Technologicznym (PPGTE-UTFPR), gdzie w 2003 uzyskał tytuł magistra. Tematem pracy był wpływ rozwoju technologii na artystyczne procesy twórcze. Studia doktoranckie w Santa Catarina Federal University (UFSC) zakończył obroną pracy w 2009, jej tematem był rozwój sztuk wizualnych i jego odniesienie do obowiązującego programu nauk humanistycznych. Jest instruktorem sztuki i kierownikiem grupy badawczej w Szkole Sztuk Pięknych w Paranie, pracuje nad interakcją pomiędzy świadomością artystów i tworzoną przez nich sztuką. Koordynuje badania nad powiązaniem wyrażania przez twórców sztuki w sztukach wizualnych w oparciu o sztukę orientalną, prymitywną i współczesną. Wykłada w Rose Croix International University (URCI-AMORC) oraz koordynuje prace grupy badawczej w Federal Technologic University of Parana (PPGTE-UTFPR). Jest adiunktem w Szkole Sztuk Pięknych (EMBAP). W ramach Centrum Badań Interdyscyplinarnych w zakresie psychoaktywności (NEIP) oraz Brazylijskiego Stowarzyszenia Studiów Społecznych zajmującego się używaniem środków psychoaktywnych (ABESUP) uczestniczy w pracach zespołu badających sztukę wizjonerską i świadomość (WASIWASKA).